# Maximilian Johannes Jakob von Sickingen

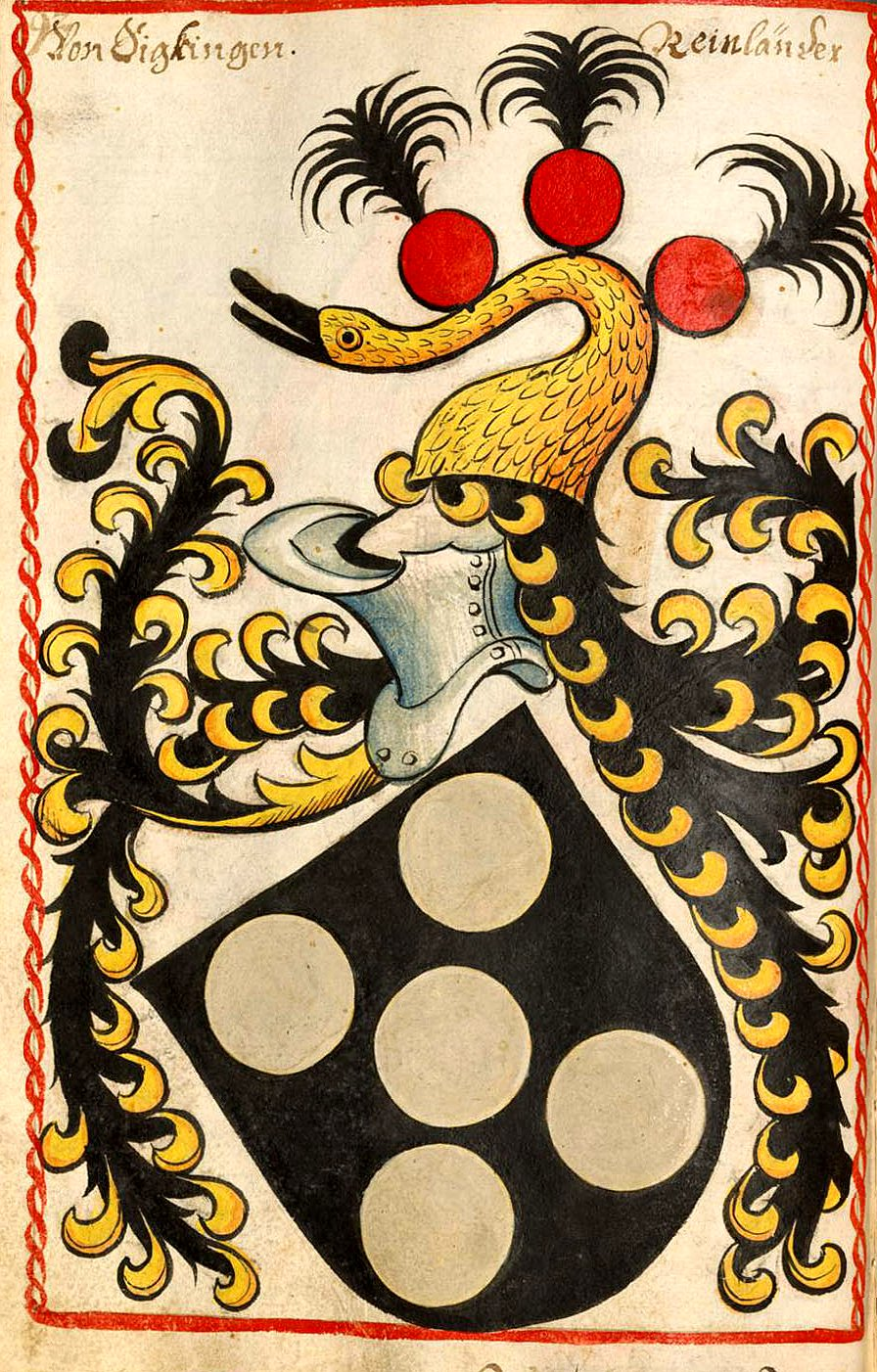
Wappen des Adelsgeschlechts Sickingen aus dem Scheiblerschen Wappenbuch um 1495

Maximilian Johannes Jakob von Sickingen (* 25. Juli 1714; † 3. Juni 1795 in Würzburg) war ein Freiherr, sowie Domkapitular des Hochstifts Würzburg und 21. Propst des Ritterstifts Comburg.

## Herkunft und Familie
Er entstammte dem südwestdeutschen Adelsgeschlecht von Sickingen und wurde geboren als Sohn des kurpfälzischen Ministers und  Obristkämmerers Johann Ferdinand von Sickingen, dem Neffen des Mainzer Kurfürsten Karl Heinrich von Metternich-Winneburg († 1679),  sowie seiner Gattin Maria Sidonie Philippine geb. Kottwitz von Aulenbach (* 1679). Des Vaters Urgroßvater Schweickard von Sickingen (1570–1646) war der Urenkel des berühmten Ritters Franz von Sickingen (1481–1523).

## Leben
Freiherr von Sickingen trat in den geistlichen Stand ein. Am 10. Juli 1728 wurde er als Würzburger Domherr aufgeschworen, in der Nachfolge des verstorbenen Franz Georg Faust von Stromberg (1666–1728). Mit Datum vom 9. Juni 1756 avancierte er zum dortigen Domkapitular, später zum Domkantor. Der Fürstbischof ernannte Sickingen auch zum Oberzollherrn in Würzburg und zeichnete ihn mit der Würde eines Geheimen Rates aus. Überdies hatte er Pfründen als Kapitular am  Stift St. Alban vor Mainz und am Ritterstift Comburg. Vom 18. Mai 1780 bis zu seinem Tod amtierte Maximilian Johannes Jakob von Sickingen als 21. Propst des Stifts Comburg. Dort ließ er in der zugehörigen Kirche St. Nikolaus den Altar des Hl. Johannes Nepomuk errichten (1767), der am Baldachin sein Wappen trägt.
Er starb 1795 in Würzburg und wurde hier im Domkreuzgang beigesetzt; die Grabplatte ist erhalten.
Der ältere Bruder Carl Anton Joseph Johann Damian von Sickingen (1702–1785) ehelichte Maria Antonia Charlotte, Gräfin von Seinsheim (1711–1747), die Schwester des Würzburger Fürstbischofs Adam Friedrich von Seinsheim. Deshalb wurde Maximilian Johannes Jakob von Sickingen 1779, bei dessen Trauerkondukt, als Verwandter aufgeführt.
Joseph Karl Ferdinand Friedrich Franz Anton von Sickingen (1708–1787), ein weiterer Bruder, heiratete Maria Charlotte Amalia von Hacke, Tochter des kurpfälzischen Oberstforst- bzw. Oberstjägermeisters Ludwig Anton von Hacke (1682–1752).
Die Schwester Maria Johanna Amalia von Sickingen (1716–1740) verband sich 1737 mit Graf Johann Alexander von Rottenhan (1710–1791), fürstbischöflich Bambergischer Obersthofmeister, Geheimrat und Oberamtmann. Aus der Ehe ging der Jurist Heinrich Franz von Rottenhan (1738–1809) hervor, ebenso sein Bruder Heinrich Karl Wilhelm Graf von Rottenhan (1739–1800), Domkapitular in Würzburg und Propst des Stifts Sankt Burkard.